# 壽春機場
壽春機場（或）或 黃星機場（或）是在越南清化省壽春縣的一个国内机场:446，位於清化省省蒞清化市西45公里、河内市南150公里。于1960年建成，壽春机场最初的主要用于军事目的，后来2012年才改建成民用机场。机场跑道長3200米，宽45米。机场從2013年1月1日将开始服务民用航班。

## 航线
| 航空公司   | 目的地                             |
| ---------- | ---------------------------------- |
| 越捷航空   | 芹苴、峴港、胡志明市               |
| 越南航空   | 邦美蜀、大叻－蓮姜、峴港、胡志明市 |
| 太平洋航空 | 胡志明市                           |
| 越竹航空   | 崑崙、胡志明市、富國、符吉         |